# Nikoloz Sherazadishvili
Nikoloz Sherazadishvili Sakvarelidze (gruz. ნიკოლოზ შერაზადიშვილი ;ur. 19 lutego 1996) – gruziński, a od 2012 roku hiszpański judoka. Olimpijczyk z Tokio (2020) i Paryża (2024).
Mistrz świata w 2018 i 2021, trzeci w 2024, siódmy w 2025; uczestnik zawodów w 2015, 2017, 2019 i 2022. Startował w Pucharze Świata w latach 2014-2018 i 2025. Brązowy medalista mistrzostw Europy w 2018, 2022 i 2023; piąty w 2020. Triumfator igrzysk śródziemnomorskich w 2018 i 2022 roku.

## Letnie Igrzyska Olimpijskie 2020
| Konkurencja | Eliminacje                    | Eliminacje           | Eliminacje                | Repasaże               | Klas. końcowa |
| Konkurencja | Przeciwnik I                  | Przeciwnik II        | 1/4                       | Przeciwnik I           | Miejsce       |
| ----------- | ----------------------------- | -------------------- | ------------------------- | ---------------------- | ------------- |
| 90 kg       | Gantulgyn Altanbagana (MGL) Z | Marcus Nyman (SWE) Z | Michaił Igolnikow (RUS) P | Davlat Bobonov (UZB) P | 7.            |